# Herbstbach (Rur)
Der Herbstbach ist ein rechter Zufluss der Rur in der Stauanlage Heimbach bei Heimbach, einer Stadt im Kreis Düren in Nordrhein-Westfalen.

## Geographie
Der Herbstbach entspringt südwestlich der Abtei Mariawald. Er verläuft zunächst rund 600 Meter in nordöstlicher Richtung, anschließend in Höhe der Kriegsgräberstätte Heimbach für rund 830 Meter in nordwestlicher Richtung, um danach für rund weitere 680 in nordöstlicher Richtung zu verlaufen. Dort entwässert er im Siedlungsplatz Steinbach der Stadt Heimbach in die Stauanlage.